# Пассаж Шрипати
Пассаж Шрипати (англ. Shreepati Arcade) — одно из самых высоких зданий в Индии. Здание было построено в 2002 году. Здание является жилым, расположено в центре города Мумбаи.
Высота здания — 153 метров, этажность — 45 этажей. В башне работает 6 скоростных лифтов, поднимающихся со скоростью до 4 метров в секунду, при этом полный путь на верхний этаж занимает всего 35 секунд. В здании установлена полностью автоматическая система пожаротушения.
Особенностью здания является то, что все его жители должны обязательно быть вегетарианцами, впрочем это довольно распространённая практика в Индии. В башне располагается бассейн, тренажёрный зал и сауна. По состоянию на 2008 год Пассаж Шрипати уже практически полностью заселён.